# Alejandro Palomas
Alejandro Palomas (Barcelona, 1967) es un escritor y traductor español. Escribe en lengua castellana y catalana.

## Biografía
Licenciado en Filología Inglesa por la Universidad de Barcelona y máster en Poesía por el New College de San Francisco, es traductor literario, profesor en talleres de escritura creativa, colaborador en diferentes medios de comunicación y autor de novelas con la temática común de los problemas de incomunicación y dificultades familiares.
El autor obtuvo en 2018 el Premio Nadal (otorgado por Ediciones Destino) por la obra Un amor, tras haber publicado dos años antes su anterior obra, titulada Las dos orillas, en la misma editorial. El libro formaba parte de una triología, junto con Una madre (2014) y Un perro (2016). En 2025 lo convirtió en tetralogía con la publicación de Una vida.
Su denuncia, en 2022, de los abusos sexuales de que fue víctima a los ocho años de edad por parte de un religioso y profesor de un colegio de La Salle, motivó que salieran a la luz decenas de casos adicionales perpetrados por el mismo sujeto en Premiá de Mar y Moncada y Reixach. El conocimiento de su caso le llevó a entrevistarse con el presidente del Gobierno, Pedro Sánchez, y el de la Generalidad, Pere Aragonès, e impulsó una investigación sobre la pederastia en la Iglesia encargada por el Gobierno central al defensor del Pueblo. Divulgó su traumática experiencia en Esto no se dice (2022).

## Obra
- El tiempo del corazón (Siruela, 2002)
- A pesar de todo (Alba, 2002)
- Pequeñas bienvenidas (El Cobre, 2005)
- La isla del aire (Martinez Roca, 2005)
- Tanta vida (Columna, 2008)
- El secreto de los Hoffman (Plaza & Janés, 2008)
- El alma del mundo (Espasa, 2011)
- El tiempo que nos une (Suma de letras, 2011)
- El cel que ens queda (Columna, 2011)
- Tanto tiempo (Huerga y Fierro, 2012)
- Agua cerrada (Siruela, 2012)
- Entre el ruido y la vida (Baile del Sol, 2013)
- Una madre (Siruela, 2014)
- Aunque no haya nadie (Baile del Sol, 2014)
- Un hijo (Bridge, 2015)[6]
- Un perro (Destino, 2016)
- Las dos orillas (Destino, 2016)
- Un amor (Destino, 2018)
- Un secreto (Destino, 2019)
- Una flor (Letraversal, 2020)
- Un país con tu nombre (Destino, 2021)
- Esto no se dice (Destino, 2022)
- El tiempo que nos une (Destino, 2023)
- Una vida (Ancora & Delfín, 2025)[4]

## Traducciones
- Joseph Jefferson Farjeon. Misterio en blanco : una novela negra navideña (Siruela, 2016)
- Ngaio Marsh. Un hombre muerto (Siruela, 2016)
- George Robert Sims. Memorias de una suegra (Siruela, 2015)
- John Harding. La joven que no podía leer  (Alevosía, 2015)
- Kat Spears. Un corazón de piedra (Puck, 2015)
- Jeanette Winterson. El mundo y otros lugares (Lumen, 2015)
- Nancy Bilyeau. La corona (Alevosía, 2014)
- Kate Griffin. Kitty Peck y los asesinos del Music Hall (Siruela, 2014)
- Sílvia Soler. El verano que empieza (Planeta, 2013)

## Premios
- 2008: Finalista Premio de Novela Ciudad de Torrevieja por El secreto de los Hoffman[7]
- 2011: Finalista Premio Primavera de Novela por El alma del mundo
- 2014: Premio Joaquim Ruyra de narrativa juvenil por Un hijo[8]
- 2015: V Premio La Isla de los libros por Un hijo.[9]
- 2016: Premio Nacional de Literatura Infantil y Juvenil 2016 por Un hijo[10]
- 2016: Protagonista Joven 2016[11]
- 2018: Premio Nadal por Un amor[12]